# کیانا فیروز
کیانا فیروز؛ (زادهٔ ۲۱ آوریل ۱۹۸۳–۱ اردیبهشت ۱۳۶۲) ، فیلمساز و نویسنده اهل ایران است و در حال حاضر در انگلستان ساکن است. او بازیگر فیلم کوچه بن‌بست، یک درام مستند که ماه مه ۲۰۱۰ در انگلستان منتشر شد.  
کیانا فیروز فارغ التحصیل رشته فیلم و رسانه از دانشگاه برک‌بک لندن است. او نویسنده رمان‌های گردآفرید یک کوییرست، و یک شریان است. او همچنین یکی از خالقان رمان مصور خطوط است. هر سه اثر به زبان انگلیسی منتشر شده‌اند.  

## کوچه بن‌بست
تریلر کوچه بن‌بست (فیلم ۲۰۱۰)، که کیانا فیروز در آن بازی می‌کند، در تاریخ ۱۶ می ۲۰۱۰ در یوتیوب آپلود شد و در کمتر از یک ماه پس از انتشار بیش از ۳۰٬۰۰۰ بازدید در یوتیوب دریافت کرد.
```
کیانا فیروز
```